# Haliplus leechi
Haliplus leechi är en skalbaggsart som beskrevs av Wallis 1933. Haliplus leechi ingår i släktet Haliplus och familjen vattentrampare. Inga underarter finns listade i Catalogue of Life.